# Hamilton Lloyds
Hamilton Lloyds byl kanadský juniorský klub ledního hokeje, který sídlil v Hamiltonu v provincii Ontario. V letech 1945–1946 působil v juniorské soutěži Ontario Hockey Association (později Ontario Hockey League). Své domácí zápasy odehrával v hale Barton Street Arena s kapacitou 4 500 diváků.
Nejznámější hráči, kteří prošli týmem, byli např.: Ray Frederick, Stephen Kraftcheck, Glen Sonmor nebo Jack Stoddard.

## Přehled ligové účasti
Zdroj: 
- 1945–1946: Ontario Hockey Association